# André Cahard
André Philippe Adolphe Cahard, né à Yvetot le 19 juillet 1868 et mort à Fontenay-aux-Roses le 30 décembre 1944, est un artiste peintre, graveur et illustrateur français.

## Biographie

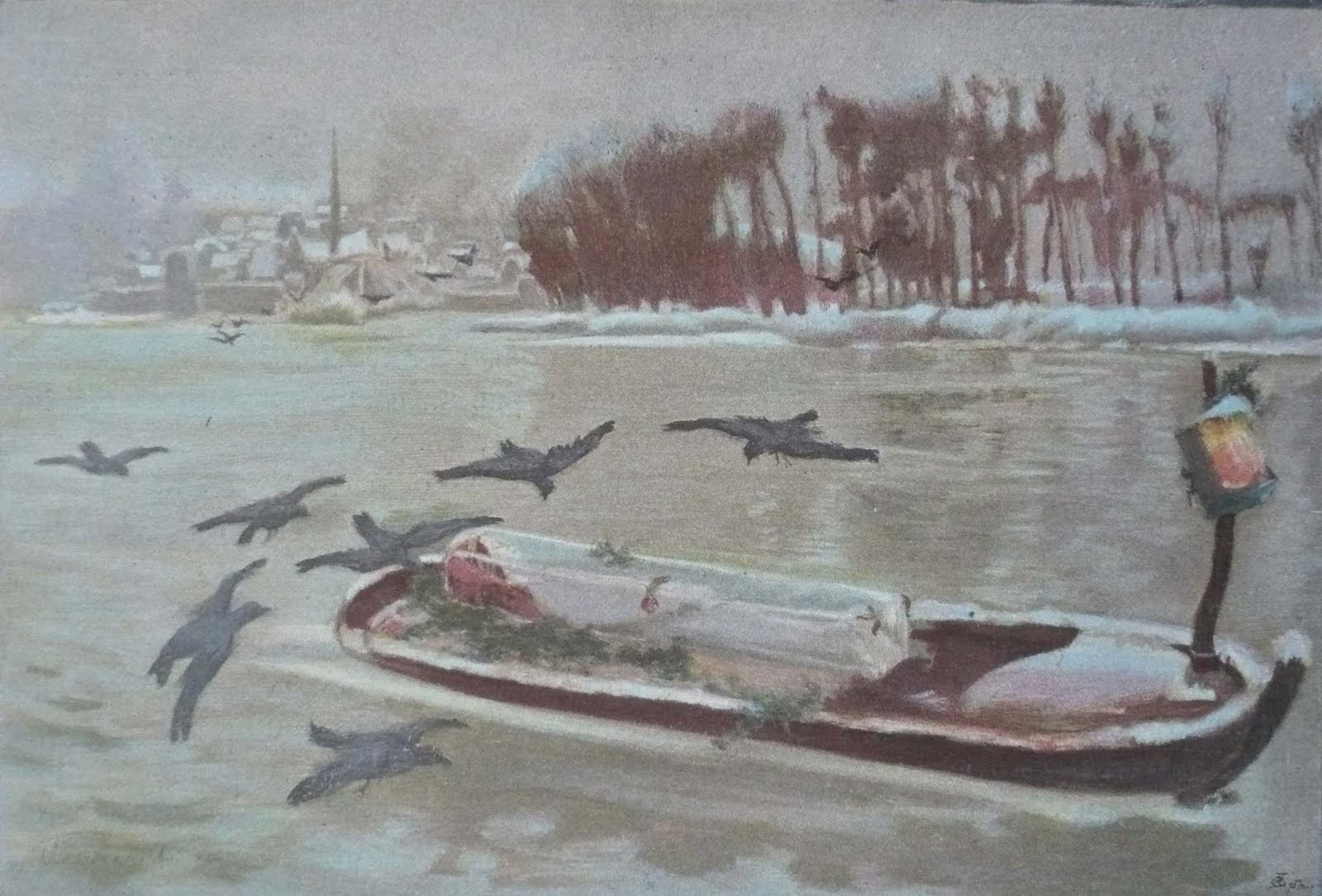
« La Princesse sous verre », l'un des contes de Jean Lorrain illustré par Cahard (lith., 1896).

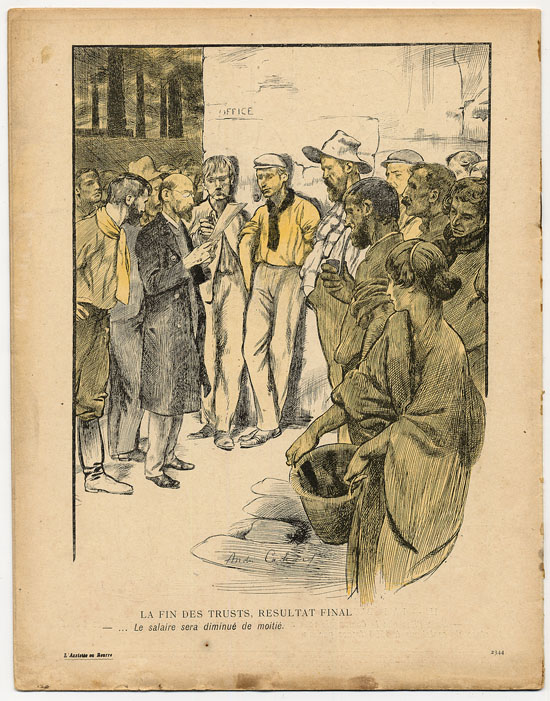
« La fin des trusts, résultat final : — ... le salaire sera diminué de moitié. » (L'Assiette au beurre, 23 novembre 1903).

Né en 1868 à Yvetot, Cahard est le fils d'Alexandre Ferdinand Cahard, notaire, et de Gabrielle Hortense Lecadre (fille d'Adolphe Aimé Lecadre). Élève de Luc-Olivier Merson, il débute comme illustrateur pour la presse : son premier travail consiste en une suite de compositions en couleurs pour le texte de Paul Gruyer intitulé « Le Ballet à travers les âges » paru dans la Revue illustrée (no 227, 15 mai 1895). L'année suivante, ses illustrations pour une suite de contes de Jean Lorrain sont fort remarquées (Princesses d’ivoire et d’ivresse, 1896). Il maîtrise l'art de la lithographie dès avant 1900. Il expose ensuite deux toiles au Salon de l'union artistique de Toulouse en 1898. Cahard illustra également des partitions de musique (entre autres pour les éditions Enoch & Cie).
Avec les années, il multiplie les contributions dessinées pour les périodiques : d'abord Le Monde artiste, puis L'Assiette au Beurre (il coordonne « Les Trusts », no 139, 28 novembre 1903), Paris-Noël (dont il fut l'un des directeurs vers 1905), L'Image (1897), L'Illustration, Je sais tout et surtout Les Annales politiques et littéraires (1911-1925), sa plus importante collaboration régulière.
Entre 1900 et 1920, Cahard est en lien avec l'atelier du maître verrier Félix Gaudin et dessine des projets de verrières pour des églises : celle de Sainte Fare à Faremoutiers, mais aussi pour Camiers, Granville et Équemauville.
Il est le beau-frère du journaliste et traducteur germaniste Jean Thorel (1859-1916) qui avait épousé Thérèse Caroline Armande Cahard. Il était également le neveu du parlementaire Ernest Lefèvre.

## Ouvrages illustrés
- Jean Lorrain, Princesses d’ivoire et d’ivresse, Paris, Ed. de La Revue Illustrée / Jules Tallandier, 1896 - tiré à 50 ex.
- Hégésippe Moreau, Contes à ma sœur, Paris, librairie d'éducation de la Jeunesse, 1901.
- Société de l'histoire du costume – Exposition de costumes anciens du 6 mai au 10 octobre 1909, Paris, Musée des arts décoratifs, 1909.
- Henry Bataille, Le masque - L'enfant de l'amour, Paris, Arthème Fayard, 1913.
- Henry Bataille, La Marche nuptiale, suivi de Les Flambeaux, Paris, Arthème Fayard, s.d.
- Édouard Maynial, Les Robinsons de Pompéi, Paris, Delagrave, 1922.
- Paul Verlaine, Élégies, Paris, Albert Messein / René Kieffer, 1924 - tiré à 550 ex.